# Frank Ullrich
Frank Ullrich (ur. 24 stycznia 1958 w Trusetal) – niemiecki biathlonista reprezentujący NRD, wielokrotny medalista mistrzostw świata i igrzysk olimpijskich oraz czterokrotny zdobywca Pucharu Świata.

## Kariera
Pierwsze sukcesy w karierze osiągnął w 1975 roku, kiedy podczas mistrzostw świata juniorów w Anterselvie zdobył złoty medal w sztafecie i brązowy w sprincie. Rok później wystartował na igrzyskach olimpijskich w Innsbrucku, gdzie wspólnie z Karlem-Heinzem Menzem, Manfredem Beerem i Manfredem Geyerem wywalczył brązowy medal w sztafecie. W biegu indywidualnym nie wziął udziału. W 1977 roku zdobywał medale jako junior i senior. Najpierw został mistrzem świata juniorów w biegu indywidualnym, a parę dni później z Beerem, Geyerem i Klausem Siebertem zajął trzecie miejsce w sztafecie na mistrzostwach świata w Vingrom.
W styczniu 1978 roku zadebiutował w zawodach Pucharu Świata. Już w drugich zawodach sezonu, 14 stycznia w Ruhpolding rywalizację w sprincie ukończył na trzeciej pozycji. Wyprzedzili go jedynie Sigleif Johansen z Norwegii oraz kolejny reprezentant NRD - Eberhard Rösch. Osiem dni później w Anterselvie odniósł swoje pierwsze pucharowe zwycięstwo, wygrywając bieg indywidualny. Następnie wystąpił na mistrzostwach świata w Hochfilzen, gdzie zdobył trzy medale. Zwyciężył tam w sprincie i sztafecie, a w biegu indywidualnym zajął drugie miejsce, rozdzielając Norwega Odda Lirhusa i Eberharda Röscha. W marcu odniósł kolejne zwycięstwo, wygrywając sprint w Murmańsku. W klasyfikacji generalnej sezonu 1977/1978 zajął pierwsze miejsce, zostając tym samym pierwszym w historii zdobywcą Pucharu Świata. W kolejnym sezonie wielokrotnie plasował się w pierwszej dziesiątce zawodów pucharowych, jednak na podium stanął trzy razy. Odniósł jedno zwycięstwo, podczas mistrzostw świata w Ruhpolding, wygrywając 31 stycznia 1979 roku w sprincie. Zwyciężył także w sztafecie, a w biegu indywidualnym był czwarty, przegrywając walkę o podium z Sigleifem Johansenem. W klasyfikacji generalnej sezonu 1978/1979 zajął drugie miejsce, ulegając tylko Klausowi Siebertowi.
W sezonach 1979/1980, 1980/1981 i 1981/1982 trzy razy z rzędu zdobywał Puchar Świata. To osiągnięcie wyrównał dopiero Raphaël Poirée w sezonie 2001/2002. W tym czasie Ullrich 18 razy stawał na podium zawodów pucharowych, odnosząc przy tym 11 zwycięstw. Jest jednym z czterech biathlonistów, którzy zdobyli Puchar Świata co najmniej czterokrotnie, dokonali tego także Raphaël Poirée, Ole Einar Bjørndalen i Martin Fourcade. Na igrzyskach olimpijskich w Lake Placid w 1980 roku zdobył trzy medale. Najpierw zdobył srebrny medal w biegu indywidualnym, plasując się za Anatolijem Alabjewem z ZSRR, a przed Eberhardem Röschem. Trzy dni później zwyciężył w sprincie, wyprzedzając Władimira Alikina z ZSRR i Alabjewa. Został jednocześnie pierwszym w historii mistrzem olimpijskim w tej konkurencji. Ponadto wspólne z Mathiasem Jungiem, Siebertem i Röschem wywalczył srebrny medal w sztafecie. Na rozgrywanych w 1981 roku mistrzostwach świata w Lahti był najlepszy w sztafecie i sprincie, a w biegu indywidualnym był drugi, rozdzielając dwóch reprezentantów Finlandii: Heikkiego Ikolę i Erkkiego Antilę. Trzy medale wywalczył też podczas mistrzostw świata w Mińsku w 1982 roku. Tym razem złote medale zdobył w sztafecie i biegu indywidualnym, a srebrny w sprincie, w którym uległ tylko Norwegowi Eirikowi Kvalfossowi.
Sezon 1982/1983 ukończył na trzeciej pozycji, za Peterem Angererem z RFN i Eirikiem Kvalfossem. Cztery razy stawał na podium, odnosząc przy tym dwa zwycięstwa. Ostatni raz na podium indywidualnych zawodów PŚ stanął 23 lutego 1983 roku w Anterselvie, zwyciężając w biegu indywidualnym. Jednocześnie zdobył złoty medal Mistrzostw Świata w Biathlonie 1983. Na tej samej imprezie był też ósmy w sprincie, a razem z Mathiasem Jungiem, Frankiem-Peterem Roetschem i Matthiasem Jacobem zajął drugie miejsce w sztafecie. Startował jeszcze w sezonie 1983/1984, jednak w indywidualnych startach nie stanął na podium. Najlepszy wynik osiągnął 21 stycznia 1984 roku w Ruhpolding, gdzie był czwarty w sprincie. W klasyfikacji generalnej zajął ostatecznie 24. miejsce. Brał też udział w igrzyskach olimpijskich w Sarajewie w 1984 roku, zajmując piąte miejsce w biegu indywidualnym, siedemnaste w sprincie i czwarte w sztafecie.
Po zakończeniu czynnej kariery został trenerem. Trenował między innymi reprezentację NRD w latach 1987-1990 oraz niemieckich biathlonistów w latach 1998-2010. W 2012 roku zastąpił Jochena Behle na stanowisku trenera męskiej reprezentacji Niemiec w biegach narciarskich. Trzy lata później zrezygnował.

## Osiągnięcia

### Igrzyska olimpijskie
| Rok  | Miejscowość | Konkurencje | Konkurencje | Konkurencje | Konkurencje | Konkurencje | Konkurencje | Konkurencje |
| Rok  | Miejscowość | IN          | SP          | PU          | MS          | RL          | MR          | SR          |
| ---- | ----------- | ----------- | ----------- | ----------- | ----------- | ----------- | ----------- | ----------- |
| 1976 | Innsbruck   | –           | nd.         | nd.         | nd.         | 3.          | nd.         | –           |
| 1980 | Lake Placid | 2.          | 1.          | nd.         | nd.         | 2.          | nd.         | –           |
| 1984 | Sarajewo    | 5.          | 17.         | nd.         | nd.         | 4.          | nd.         | –           |

### Mistrzostwa świata
| Rok  | Miejscowość | Konkurencje | Konkurencje | Konkurencje | Konkurencje | Konkurencje | Konkurencje | Konkurencje |
| Rok  | Miejscowość | IN          | SP          | PU          | MS          | RL          | MR          | SR          |
| ---- | ----------- | ----------- | ----------- | ----------- | ----------- | ----------- | ----------- | ----------- |
| 1977 | Vingrom     | –           | –           | nd.         | nd.         | 3.          | nd.         | –           |
| 1978 | Hochfilzen  | 2.          | 1.          | nd.         | nd.         | 1.          | nd.         | –           |
| 1979 | Ruhpolding  | 4.          | 1.          | nd.         | nd.         | 1.          | nd.         | –           |
| 1981 | Lahti       | 2.          | 1.          | nd.         | nd.         | 1.          | nd.         | –           |
| 1982 | Mińsk       | 1.          | 2.          | nd.         | nd.         | 1.          | nd.         | –           |
| 1983 | Anterselva  | 1.          | 8.          | nd.         | nd.         | 2.          | nd.         | –           |

### Puchar Świata

#### Miejsca w klasyfikacji generalnej
| Sezon     | Miejsce |
| --------- | ------- |
| 1977/1978 | 1.      |
| 1978/1979 | 2.      |
| 1979/1980 | 1.      |
| 1980/1981 | 1.      |
| 1981/1982 | 1.      |
| 1982/1983 | 3.      |
| 1983/1984 | 24.     |

#### Miejsca na podium chronologicznie
| Lp. | Dzień       | Rok  | Miejscowość | Konkurencja                | Lokata | Pudła   | Czas biegu | Strata  | Zwycięzca          |
| --- | ----------- | ---- | ----------- | -------------------------- | ------ | ------- | ---------- | ------- | ------------------ |
| 1.  | 14 stycznia | 1978 | Ruhpolding  | Sprint na 10 km            | 3.     | 2       | 35:38,5    | +24,5   | Sigleif Johansen   |
| 2.  | 22 lutego   | 1978 | Anterselva  | Bieg indywidualny na 20 km | 1.     | ?       | ?          | –       | –                  |
| 3.  | 2 marca     | 1978 | Hochfilzen  | Bieg indywidualny na 20 km | 2.     | 1+1+0+0 | 1:05:26,3  | +9,4    | Odd Lirhus         |
| 4.  | 4 marca     | 1978 | Hochfilzen  | Sprint na 10 km            | 1.     | 0+0     | 32:17,4    | –       | –                  |
| 5.  | 27 marca    | 1978 | Murmańsk    | Sprint na 10 km            | 1.     | ?       | ?          | –       | –                  |
| 6.  | 11 stycznia | 1979 | Jáchymov    | Sprint na 10 km            | 2.     | 3       | 36:38,0    | +36,0   | Rudolf Horn        |
| 7.  | 31 stycznia | 1979 | Ruhpolding  | Sprint na 10 km            | 1.     | 0+0     | 40:35,3    | –       | –                  |
| 8.  | 6 kwietnia  | 1979 | Bardufoss   | Bieg indywidualny na 20 km | 2.     | 1       | 1:06:45,0  | +41,0   | Aleksandr Tichonow |
| 9.  | 19 stycznia | 1980 | Ruhpolding  | Sprint na 10 km            | 1.     | 3       | 34:52,0    | –       | –                  |
| 10. | 24 stycznia | 1980 | Anterselva  | Bieg indywidualny na 20 km | 2.     | 2       | 1:08:44,0  | +32,0   | Klaus Siebert      |
| 11. | 26 stycznia | 1980 | Anterselva  | Sprint na 10 km            | 1.     | 2       | 34:51,7    | –       | –                  |
| 12. | 16 lutego   | 1980 | Lake Placid | Bieg indywidualny na 20 km | 2.     | 1+0+1+1 | 1:08:16,3  | +11,4   | Anatolij Alabjew   |
| 13. | 19 lutego   | 1980 | Lake Placid | Sprint na 10 km            | 1.     | 0+2     | 32:10,69   | –       | –                  |
| 14. | 15 marca    | 1980 | Lahti       | Sprint na 10 km            | 2.     | 2+2     | 36:00,6    | +43,9   | Władimir Gawrikow  |
| 15. | 20 marca    | 1980 | Hedenäset   | Bieg indywidualny na 20 km | 2.     | ?       | ?          | ?       | Klaus Siebert      |
| 16. | 22 marca    | 1980 | Hedenäset   | Sprint na 10 km            | 1.     | 1       | 30:28,0    | –       | –                  |
| 17. | 27 marca    | 1980 | Murmańsk    | Bieg indywidualny na 20 km | 1.     | ?       | ?          | –       | –                  |
| 18. | 14 stycznia | 1981 | Ruhpolding  | Bieg indywidualny na 20 km | 2.     | 1       | 1:08:27,4  | +42,5   | Władimir Alikin    |
| 19. | 31 stycznia | 1981 | Ruhpolding  | Sprint na 10 km            | 1.     | ?       | 34:29,8    | –       | –                  |
| 20. | 12 lutego   | 1981 | Lahti       | Bieg indywidualny na 20 km | 2.     | 0+0+2+0 | 1:13:07,2  | +1:02,4 | Heikki Ikola       |
| 21. | 14 lutego   | 1981 | Lahti       | Sprint na 10 km            | 1.     | 0+1     | 33:08,5    | –       | –                  |
| 22. | 16 stycznia | 1982 | Egg         | Sprint na 10 km            | 1.     | 0+0     | 33:25,4    | –       | –                  |
| 23. | 23 stycznia | 1982 | Anterselva  | Sprint na 10 km            | 1.     | 0+0     | 31:31,0    | –       | –                  |
| 24. | 28 stycznia | 1982 | Ruhpolding  | Bieg indywidualny na 20 km | 2.     | ?       | 1:08:10,0  | –       | –                  |
| 25. | 10 lutego   | 1982 | Mińsk       | Bieg indywidualny na 20 km | 1.     | 1+1+0+0 | 1:07:17,0  | –       | –                  |
| 26. | 13 lutego   | 1982 | Mińsk       | Sprint na 10 km            | 2.     | 1+1     | 33:03,2    | +5,9    | Eirik Kvalfoss     |
| 27. | 27 stycznia | 1983 | Ruhpolding  | Bieg indywidualny na 20 km | 3.     | 0+1+0+0 | 1:11:21,7  | +1:22,0 | Peter Angerer      |
| 28. | 28 stycznia | 1983 | Ruhpolding  | Sprint na 10 km            | 2.     | 0+0     | 35:16,8    | +39,2   | Eirik Kvalfoss     |
| 29. | 9 lutego    | 1983 | Anterselva  | Bieg indywidualny na 20 km | 1.     | 0+1+1+1 | 1:10:18,4  | –       | –                  |
| 30. | 23 lutego   | 1983 | Anterselva  | Bieg indywidualny na 20 km | 1.     | 0+1+0+0 | 1:05:00,9  | –       | –                  |